# Abiel Wood
Abiel Wood (* 22. Juli 1772 in Wiscasset, Lincoln County, Province of Massachusetts Bay; † 26. Oktober 1834 in Belfast, Maine) war ein britisch-amerikanischer Politiker. Zwischen 1813 und 1815 vertrat er den Bundesstaat Massachusetts im US-Repräsentantenhaus.

## Werdegang
Abiel Wood besuchte die öffentlichen Schulen seiner Heimat und arbeitete danach im Handel. Politisch wurde er Mitglied der Ende der 1790er Jahre von Thomas Jefferson gegründeten Demokratisch-Republikanischen Partei. Zwischen 1807 und 1811 sowie nochmals im Jahr 1816 war er Abgeordneter im Repräsentantenhaus von Massachusetts. Bei den Kongresswahlen des Jahres 1812 wurde er im 17. Wahlbezirk von Massachusetts in das US-Repräsentantenhaus in Washington, D.C. gewählt, wo er am 4. März 1813 die Nachfolge von Francis Carr antrat. Da er im Jahr 1814 nicht bestätigt wurde, konnte er bis zum 3. März 1815 nur eine Legislaturperiode im Kongress absolvieren. Diese war von den Ereignissen des Britisch-Amerikanischen Krieges geprägt.
1819 war Wood Delegierter auf der verfassungsgebenden Versammlung des zukünftigen Bundesstaates Maine; in den Jahren 1820 und 1821 übte er dort dann das Amt des State Councilor aus. Hauptberuflich war er wieder im Handel tätig. Außerdem war er bis zu seinem Tod am 26. Oktober 1834 Bankbeauftragter des Staates Maine.